# Пікче-Рокс (Пенсільванія)
Пікче-Рокс (англ. Picture Rocks) — місто (англ. borough) в США, в окрузі Лайкомінг штату Пенсільванія. Населення — 643 особи (2020).

## Географія
Пікче-Рокс розташований за координатами 41°16′40″ пн. ш. 76°42′22″ зх. д. / 41.27778° пн. ш. 76.70611° зх. д. (41.277677, -76.706076).  За даними Бюро перепису населення США в 2010 році місто мало площу 2,59 км², з яких 2,52 км² — суходіл та 0,07 км² — водойми.

## Демографія
Згідно з переписом 2010 року, у селищі мешкало 678 осіб у 268 домогосподарствах у складі 192 родин. Густота населення становила 261 особа/км².  Було 282 помешкання (109/км²).
Расовий склад населення:
| - 97,2 % — білих - 1,5 % — чорних або афроамериканців - 0,4 % — корінних американців - 0,4 % — азіатів |

До двох чи більше рас належало 0,3 %. Частка іспаномовних становила 0,1 % від усіх жителів.
За віковим діапазоном населення розподілялося таким чином: 22,7 % — особи молодші 18 років, 63,3 % — особи у віці 18—64 років, 14,0 % — особи у віці 65 років та старші. Медіана віку мешканця становила 40,8 року. На 100 осіб жіночої статі у селищі припадало 96,0 чоловіків;  на 100 жінок у віці від 18 років та старших — 89,2 чоловіків також старших 18 років.
Середній дохід на одне домашнє господарство  становив 69 636 доларів США (медіана — 56 667), а середній дохід на одну сім'ю — 82 437 доларів (медіана — 74 659). Медіана доходів становила 48 000 доларів для чоловіків та 37 303 долари для жінок. За межею бідності перебувало 4,3 % осіб, у тому числі 8,0 % дітей у віці до 18 років та 3,7 % осіб у віці 65 років та старших.
Цивільне працевлаштоване населення становило 388 осіб. Основні галузі зайнятості: виробництво — 24,0 %, освіта, охорона здоров'я та соціальна допомога — 20,1 %, науковці, спеціалісти, менеджери — 13,7 %, транспорт — 8,5 %.